# Terremoto de Ecuador de 2010
El terremoto de Ecuador de 2010 sucedió el 12 de agosto del año mencionado a las 06:54 (UTC-5) cuyo epicentro se localizó a 70 kilómetros al sureste de la localidad de Tena, en la amazonía ecuatoriana, a una profundidad de 238 kilómetros. El temblor tuvo una duración de 40 segundos y fue sentido en todo el territorio ecuatoriano, norte de Perú y parte sur de Colombia, según el Instituto Geofísico de la Escuela Politécnica Nacional (Ecuador) y el Servicio Geológico de los Estados Unidos (USGS).
Fue un movimiento de gran magnitud, y hasta la fecha el sexto más fuerte de 2010 por encima del terremoto de Haití de 2010 (7.0) y por debajo del terremoto de Chile de 2010 (8.8), Islas Nicobar (7.7), Filipinas (7.6, 7.4, 7.3) y Papúa Nueva Guinea (7.3), es igualado por la réplica del 11/03 en Chile y el de Mexicali (4/4). Sin embargo no fue sentido en su real dimensión porque el hipocentro se localizó a más de 200 kilómetros de profundidad, en una zona amazónica casi deshabitada.  Por su profundidad el sismo pudo sentirse en todo el Ecuador y norte del Perú (Tumbes, Piura, Moyobamba, Tarapoto, Iquitos), dando como resultado un herido y leves daños materiales, por lo que se ubicó, en razón de su impacto físico, entre 2 a 4 grados en la escala de Mercalli.
El sismo tuvo origen en un proceso de subducción, debido al choque de la placa oceánica de Nazca (que nace en el Pacífico y va al este) contra la placa continental Sudamericana (que se extiende hacia el oeste), por lo que el movimiento se sintió con más intensidad en la zona costera de Ecuador, mientras que en el epicentro - en la amazonía - se dio el menor movimiento.